# Levane
Levane est un hameau italien de 5,500 habitants situé sur le territoire des communes de Montevarchi et Bucine dans la province d'Arezzo en Toscane. 